# 千石どおし
千石どおし（せんごくどおし、別表記：千石通し、千石篩、千石簁）は、日本でかつて用いられた農具の一つ。
傾斜させて立てかけた木枠に、網目の大きさが異なる金網を3 - 4段に重ねて篩として取り付け、その上端から搗き米を流して米と糠にふるい分けたり、穀粒をふるい分けたりするもの。千歯扱きと共に江戸時代の17世紀後半以降普及した。
また、万石どおし（まんごくどおし、万石通し、万石篩、万石簁）の道具名も古い資料に見え、万石どおしは千石どおしの網の目を細かくしたものであるとか、千石どおしは白米と糠をふるい分けるのに対し、万石どおしは玄米に混ざった夾雑物をふるい分けるものという説もあるが、千石どおしと万石どおしの区別ははっきりせず、万石どおしは事実上千石どおしの別名として使われたとも考えられる。千石や万石という表現は、これ以前の選別具にくらべて効率がよいことからの命名とされる。
現代では米選機に取って代わられる形で廃れている。